# Хелашвили, Теймураз Григорьевич
Теймураз Григорьевич Хелашвили (22 июня 1919, Телави — 16 июня 1985, Тбилиси) — советский грузинский актёр. Народный артист Грузинской ССР.

## Биография
Родился в 1919 году в Телави.
В 1936—1940 годах учился в студии киноактеров в Тбилиси.
С 1940 года в РККА, участник Великой Отечественной войны, на 1945 год старшина 247 запасного батальона 4-й гвардейской танковой армии, награждён медалями «За боевые заслуги» (1945), «За победу над Германией» (1945).
В 1946—1948 годах работал конферансье Грузинской государственной филармонии.
С 1949 года — артист Грузинского театра музыкальной комедии им. В. Абашидзе, был штатным актером Тбилисской киностудии.
Обладал бархатистым красивым тембровым звучанием, отличной сценической внешностью, а также выступал как эстрадный певец.
В 1966 году присвоено звание Заслуженный артист Грузинской ССР, в 1979 году удостоен звания Народный артист Грузинской ССР.
Умер в 1985 году в Тбилиси.

## Фильмография
- 1939 — Родина — эпизод
- 1940 — Девушка из Хидобани — Мириани
- 1943 — Он ещё вернётся — Георгий
- 1949 — Счастливая встреча — Бидзина
- 1983 — В холодильнике кто-то сидел — Коте